# Rinodina roboris
Rinodina roboris är en lavart som först beskrevs av Dufour ex Nyl., och fick sitt nu gällande namn av Johann Franz Xaver Arnold. Rinodina roboris ingår i släktet Rinodina och familjen Physciaceae.   Inga underarter finns listade i Catalogue of Life.